# Fort Frances
Fort Frances – miasto w Kanadzie, w prowincji Ontario, w dystrykcie Rainy River. Leży nad rzeką Rainy, nieopodal miejsca, gdzie wypływa ona z jeziora Rainy. Rzeka stanowi granicę na tym odcinku granicę amerykańsko-kanadyjską, na drugiej jej brzegu leży International Falls w stanie Minnesota. Pierwszą zbudowaną tu osadą był francuski Fort Saint-Pierre.
Liczba mieszkańców Fort Frances wynosi 7800. Język angielski jest językiem ojczystym dla 93,5%, francuski dla 1,6% mieszkańców (2006).
W mieście rozwinął się przemysł drzewny.